# Mbagne
Mbagne (arabisch امباني) ist eine Stadt in der Region Brakna von Mauretanien und Hauptstadt des Départements Mbagne.

## Geographie
Der Hauptort der Gemeinde Mbagne liegt 315 Kilometer südöstlich von Nouakchott auf etwa 9 m Meereshöhe im Südwesten des Landes in der Schwemmlandebene des Grenzflusses Senegal. Die Grenze am Fluss ist 300 Meter entfernt.

## Bevölkerung
Die Bevölkerungszahl der Gemeinde hat in den Jahren 2000 bis 2023 von 10.383 auf 12.719 Einwohner zugenommen. Der Hauptort selbst hat 3.644 Einwohner (2023). Daneben gibt es noch neun andere bewohnte Orte.